# 검은 원
《검은 원》(영어: Black Circle)은 우크라이나 키이우 출신의 예술가이자 절대주의 운동의 창시자인 카지미르 말레비치가 1924년에 그린 유화이다. 1910년대 중반부터 말레비치는 순수한 추상화를 선호하여 그의 그림에서 인물이나 표현의 흔적을 모두 버렸다.

## 개요
이 작품은 평평한 흰색 배경 위에 떠 있는 기념비적인 완벽한 검은색 원을 묘사하고 있다. 이 작품은 1915년에 그린 《검은 사각형》과 함께 원색으로 순수한 기하학적 모양을 묘사한 이 분야에서 가장 잘 알려진 그의 초기 작품 중 하나이다. 이 작품은 1915년 12월 페트로그라드의 마르스 광장에서 열린 '최후의 미래주의 회화전 0,10'에서 그의 다른 추상 작품 34개와 함께 전시되었다. 이 전시는 그의 선언문 "입체주의에서 절대주의로" 발표와 동시에 열렸으며 이 때부터 급진적인 절대주의 운동이 시작되었다.

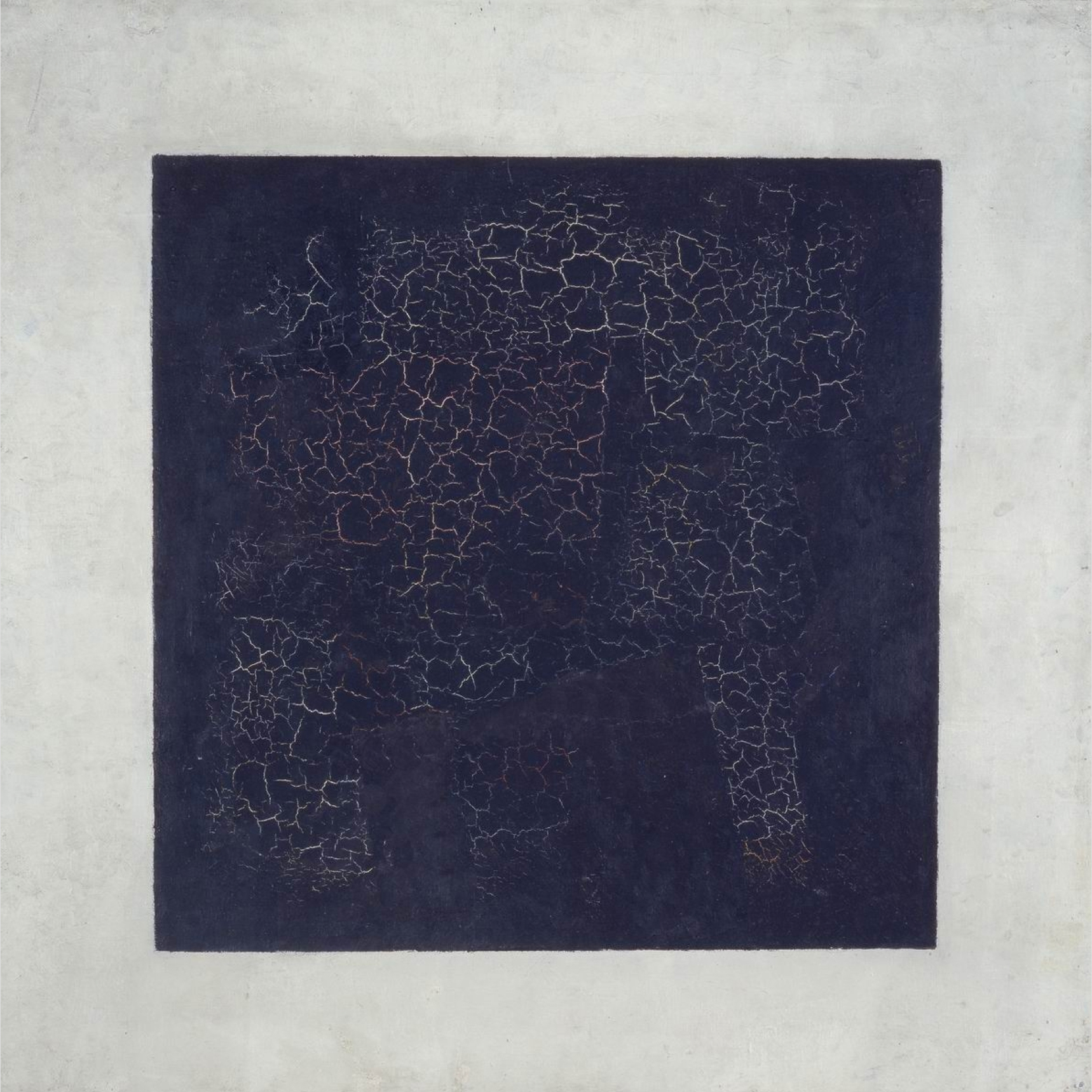
《검은 사각형》, 1915년 러시아 미술관
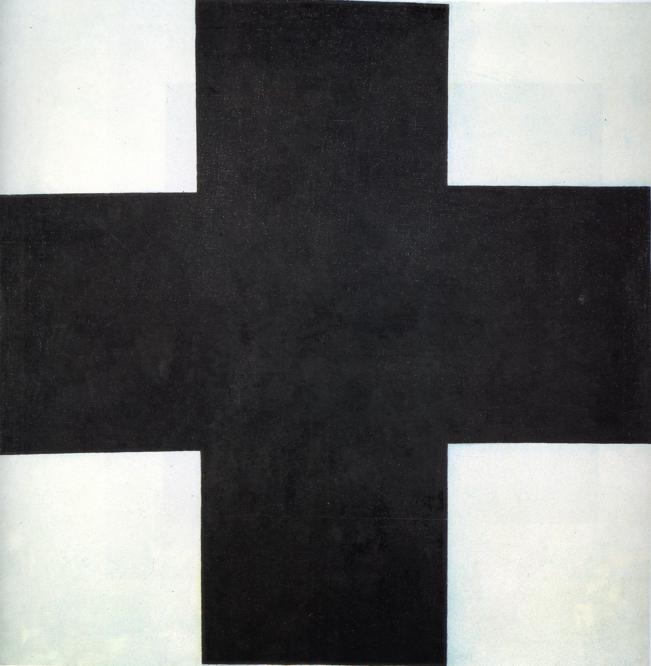
《검은 십자가》, 1920~1923년경, 러시아 미술관
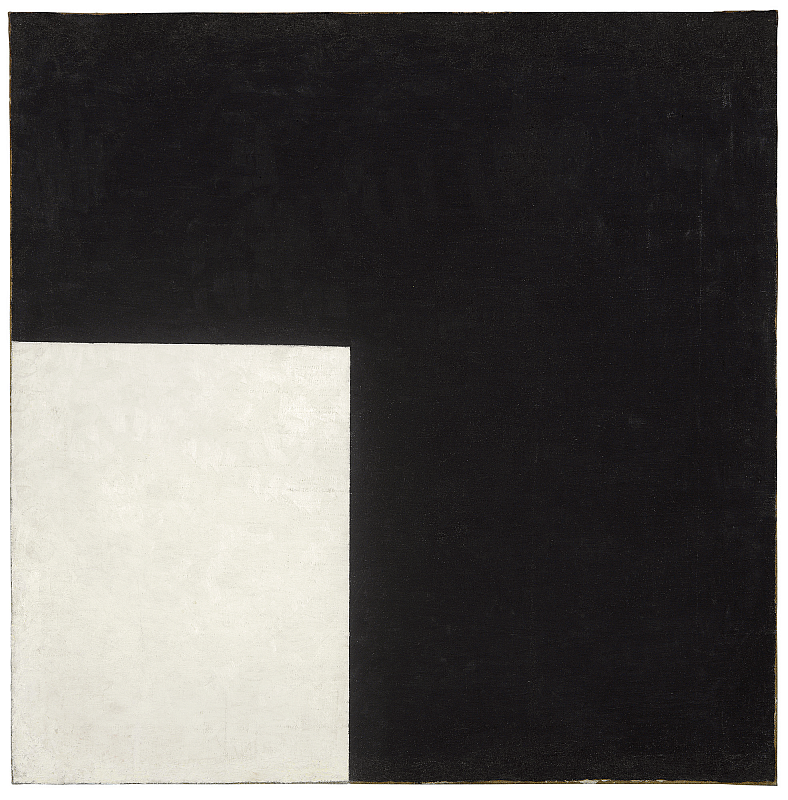
《흑과 백》(절대주의 작품), 1915년, 근대미술관

말레비치는 이 그림과 유사한 작품인 《검은 사각형》과 《검은 십자가》(두 작품 모두 1915년작)를 영적인 용어로 설명했다. 즉, 이 두 작품은 현대 미술의 미학에 대한 "새로운 아이콘"이며, 그것들의 명료함과 단순함이 러시아의 전통적인 독실함을 반영한다고 믿었다. 이런 개념에서 그의 예술과 사상은 나중에 볼셰비키의 그것과 일치하게 되었다. 그러나 이 그림들은 지식인들에겐 호평을 받았지만 일반 대중들에게는 어필하지 못했고 결과적으로 말레비치는 공식적인 인정을 잃게 되었다. 후에 그는 스탈린에 의해 박해를 받았는데, 스탈린은 모든 현대 예술에 대한 암묵적인 불신을 갖고 있었다.

## 해석
말레비치는 자신의 선언문에서 이 작품들이 순수한 형태에만 집중함으로써 "객관적인 세계의 밸러스트로부터 예술을 해방시키려는 필사적인 투쟁"을 의도한 것이라고 말했다. 그는 모든 사람들이 이해할 수 있는 작품을 그리는 동시에 종교 작품에 버금가는 정서적 영향을 주는 작품을 그리려고 했다. 1990년 미술 평론가 마이클 브렌슨은 이 작품에 대해 다음과 같이 평했다. "말레비치의 절대주의에서 유일하게 변하지 않는 것은 흰색 바탕입니다. 그것은 완전히 사심이 없고 익명이지만 독특합니다. 그것은 짙은 공허함 또는 완전한 공허함입니다. 그것은 대기권에 있지만 공기가 거의 없으며 하늘을 암시하지 않습니다. 그것은 직사각형, 고리, 선을 감싸거나 압축하지 않습니다. 그것은 준비되고 사용 가능하지만 투명하지 않습니다. 그것은 열려 있거나 닫혀 있지 않고 동시에 둘 다입니다. 일부 흰색 모양이 그 안에 자리 잡고 있습니다. 대부분의 모양이 그것에 붙어 있습니다. 아무것도 갇히지 않습니다. 모든 것이 고정되어 있지만 자유롭습니다. 모양과 흰색은 다르지만 결코 투쟁하지 않습니다."
이 작품은 1924년에 《검은 사각형》과 《검은 십자가》와 함께 제14회 베네치아 비엔날레에 전시되었다. 이 시기의 말레비치의 작품은 20세기 미술, 특히 1920~30년대의 사진과 1960년대의 옵아트 운동에 큰 영향을 미쳤다.
1934년 말레비치가 죽었을 때, 그는 러시아의 절대주의 예술가 니콜라이 수에틴이 머리 부분에 검은색 사각형, 발 부분에 검은색 원으로 장식한 관에 묻혔다.